# اچ‌ام‌اس افراتس (۱۸۶۶)
اچ‌ام‌اس افراتس (۱۸۶۶) (به انگلیسی: HMS Euphrates (1866)) یک کشتی بود که طول آن ۳۶۰ فوت (۱۰۹٫۷ متر) بود. این کشتی در سال ۱۸۶۶ ساخته شد.